# The Jets
The Jets é uma banda formada em Minneapolis, Minnesota nos Estados Unidos em 1985 composta por irmãos e irmãs e com um repertório fundamentado nos estilos pop, R&B e dance music, mais especificamente o Freestyle.
Teve vários singles nas paradas da Billboard, entre eles You Got It All. E prêmios emitidos pela RIAA.

## Biografia
A banda original consistia nos oito filhos mais velhos de Maikeli "Mike" e Vaké Wolfgramm, originários de Tonga. A família tem 17 filhos: 15 de nascimento e dois, Eddie e Eugene, de adoção. As crianças frequentaram a Robbinsdale Cooper High School . A família é membro da Igreja de Jesus Cristo dos Santos dos Últimos Dias.
A banda inicialmente se autodenominou Quasar, em homenagem a uma marca extinta de aparelhos de televisão. Eles mudaram seu nome para Jets, nome tirado da música "Bennie and the Jets", de Elton John, por sugestão do empresário Don Powell.
Um dos membros, Eugene Wolfgramm, morreu em 15 de abril de 2024, aos 57 anos.

## Integrantes
A formação original de The Jets consistia em oito irmãos.
- LeRoy Wolfgramm (nascido em 19 de julho de 1965) – voz, guitarra elétrica
- Eddie Wolfgramm (nascido em 14 de agosto de 1966) – vocais, saxofone tenor, percussão
- Eugene Wolfgramm (nascido em 24 de setembro de 1966 - 15 de abril de 2024) – vocais, conga, saxofone alto
- Haini Wolfgramm (nascido em 25 de janeiro de 1968) – voz, baixo
- Rudy Wolfgramm (nascido em 1 de março de 1969) – vocais, bateria
- Kathi Wolfgramm (nascida em 6 de setembro de 1970) – vocais, teclados, percussão
- Elizabeth Wolfgramm (nascida em 19 de agosto de 1972) – vocais, teclados, percussão
- Moana Wolfgramm (nascida em 13 de outubro de 1973) – vocais, teclados, percussão